# فوجی فیلم ایکس۷۰
فوجی فیلم ایکس 70 (انگلیسی: Fujifilm X70) دوربین دیجیتال با سنسور بزرگ و لنز ثابت و فول فریم است.